# OFCネイションズカップ2000
OFCネイションズカップ2000は、第5回目のOFCネイションズカップであり、オセアニア各国の代表チームによって争われるサッカーの大会である。本大会は、タヒチ島パペーテのスタード・パテール・テ・ホノ・ヌイで2000年6月19日から同年6月28日にかけて行われ、オーストラリアが2大会ぶり3回目の優勝を決め、コンフェデレーションズカップオセアニア代表として出場した。

## 出場国
- オーストラリア (開催国)
- ニュージーランド (シード国)
- タヒチ (ポリネシアカップ2000優勝)
- クック諸島 (ポリネシアカップ2000準優勝)
- バヌアツ (メラネシアカップ2000準優勝)
- ソロモン諸島 (メラネシアカップ2000第3位) → メラネシアカップ優勝国フィジーは、同年5月の国会占拠事件により出場辞退

## 本大会

### 1次リーグ

#### グループ1
|                | 点 | 試 | 勝 | 分 | 負 | 得 | 失 |
| -------------- | -- | -- | -- | -- | -- | -- | -- |
| オーストラリア | 6  | 2  | 2  | 0  | 0  | 23 | 0  |
| ソロモン諸島   | 3  | 2  | 1  | 0  | 1  | 5  | 7  |
| クック諸島     | 0  | 2  | 0  | 0  | 2  | 1  | 22 |

2000年6月19日
| オーストラリア | 17 - 0 | クック諸島 |

2000年6月21日
| ソロモン諸島 | 5 - 1 | クック諸島 |

2000年6月23日
| オーストラリア | 6 - 0 | ソロモン諸島 |

#### グループ2
|                  | 点 | 試 | 勝 | 分 | 負 | 得 | 失 |
| ---------------- | -- | -- | -- | -- | -- | -- | -- |
| ニュージーランド | 6  | 2  | 2  | 0  | 0  | 5  | 1  |
| バヌアツ         | 3  | 2  | 1  | 0  | 1  | 4  | 5  |
| タヒチ           | 0  | 2  | 0  | 0  | 2  | 2  | 5  |

2000年6月19日
| ニュージーランド | 2 - 0 | タヒチ |

2000年6月21日
| ニュージーランド | 3 - 1 | バヌアツ |

2000年6月23日
| バヌアツ | 3 - 2 | タヒチ |

### 準決勝
2000年6月25日
| オーストラリア | 1 - 0 | バヌアツ |

| ニュージーランド | 2 - 0 | ソロモン諸島 |

### 3位決定戦
2000年6月28日
| ソロモン諸島 | 2 - 1 | バヌアツ |

### 決勝
2000年6月28日
| オーストラリア | 2 - 0 | ニュージーランド |

| OFCネイションズカップ2000優勝国   |
| --------------------------------- |
| · オーストラリア · 2大会ぶり3回目 |